# Pouteria bulliformis
Pouteria bulliformis là một loài thực vật có hoa trong họ Hồng xiêm. Loài này được Q.Jiménez & T.D.Penn. miêu tả khoa học đầu tiên năm 1997.